# Kancelář
Kancelář je místnost, kde se úřaduje, respektive kde se vykonává nějaká administrativní činnost. Taková místnost se jinak označuje jako úřadovna (též sekretariát) – čili administrativní pracoviště neboli pracoviště úřadu. Slovo je latinsko–řeckého původu. V přeneseném významu se může jednat i o organizaci (Kancelář prezidenta republiky).
Podle kanceláře se také dříve nazývali písaři a jedni z nejnižších úředníků v ní působící jako kancelisté.

## Kancelářská budova

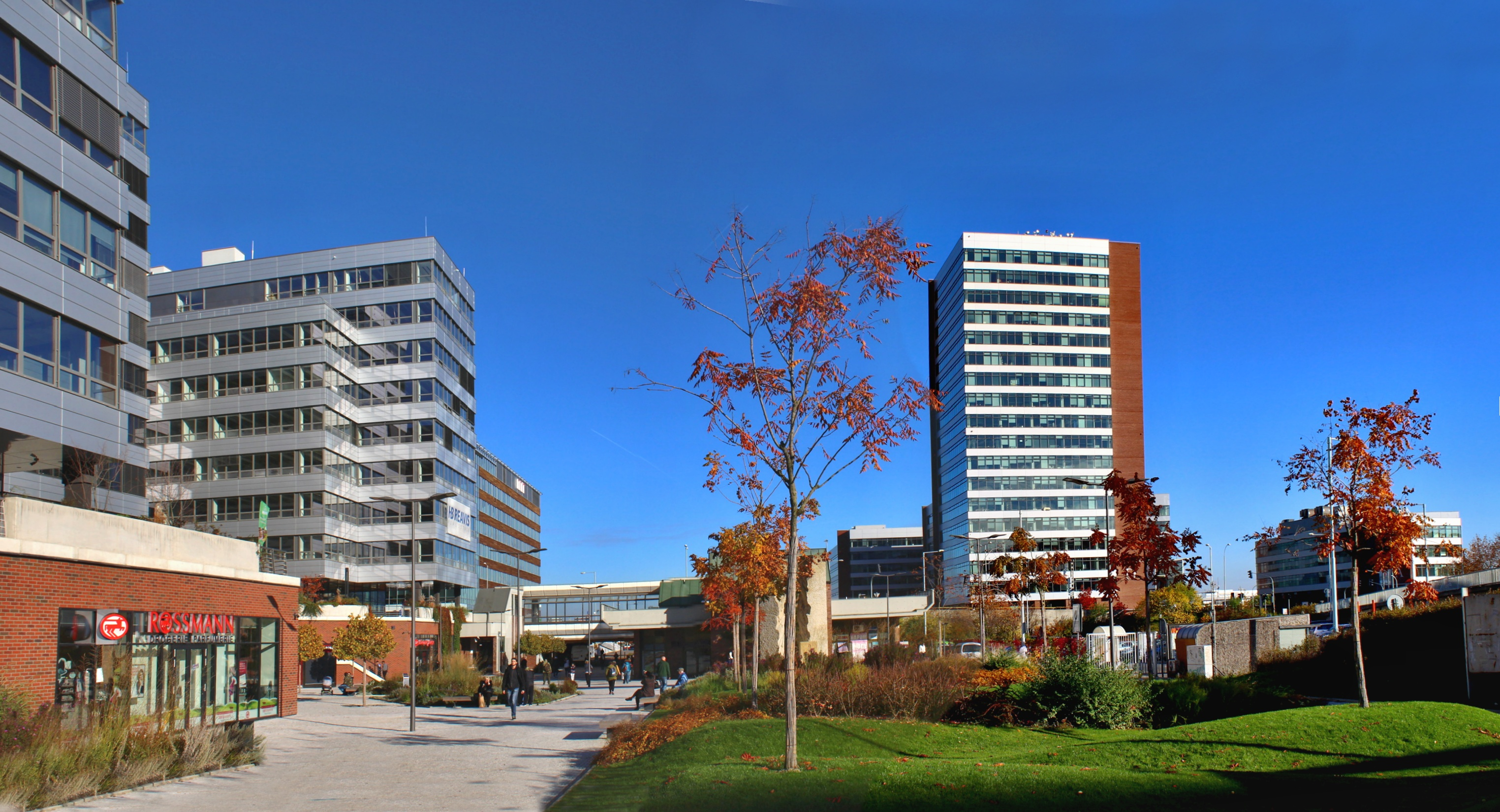
Areál kancelářských budov Office Park Nové Butovice při stejnojmenné stanici metra v Praze

Přesto, že kancelář může být téměř v každé budově, ve větším měřítku často dochází k budování speciálních kancelářských budov, které svému účelu vyhovují. Ty vyhovují zdravotním (např. množství světla, ventilace) a technickým požadavkům. Technické požadavky zahrnují například kvalitu internetového připojení, uspořádání pracovních prostorů, bezpečnost i napojení na okolní (například dopravní) infrastrukturu. Kancelářská budova je tedy druh komerční budovy, protože jejím cílem je generovat zisk.
Hlavním účelem kancelářských budov je poskytnout pracovní prostor pro administrativní a technické pracovníky. Tito pracovníci používají budovu a obvykle mají přidělený prostor pro pracování, který často zahrnuje počítač a pracovní stůl.
Někdy bývají kancelářské budovy součástí celých komplexů a čtvrtí. V Praze je to například BB Centrum, The Park, Office Park Nové Butovice nebo shluk kancelářských budov na Rohanském ostrově v Karlíně (např. Main Point Karlín, Danube House).